# NGC 855
NGC 855 ist eine linsenförmige Galaxie vom Hubble-Typ SB0/a? pec im Sternbild Dreieck am Nordsternhimmel, die schätzungsweise 31 Millionen Lichtjahre von der Milchstraße entfernt ist.
Das Objekt wurde am 26. Oktober 1786 von dem deutsch-britischen Astronomen Wilhelm Herschel entdeckt.